# La Fe (Donatello)
La Fe es una escultura de Donatello de bronce dorado (altura 52 cm), que forma parte de la decoración escultórica de la pila bautismal del Baptisterio de San Giovanni en Siena. Data de 1427-1429. 

## Historia
Las estatuas de La Fe y La Esperanza se encargaron a Donatello en 1427, después que los comitentes quedaron muy  satisfechos por el trabajo terminado en ese año del relieve el Festín de Herodes. Fueron completadas en el año 1429. Las otras estatuas para la pila bautismal fueron hechas, entre otros, por los sieneses Giovanni di Turino y Goro di Ser Neroccio.

## Descripción
La Fe forma parte de las seis personificaciones de virtudes que están dentro de  hornacinas en los bordes de la pila bautismal. Está representada como una mujer envuelta en un manto pesado y que sujeta en la mano izquierda un cáliz litúrgico, que simboliza el perdón de los pecados. 
La escena sale del tabernáculo con un giro pronunciado y tiene una cara bien caracteriza individualmente. 